# Anales de Aman
«Anales de Aman» (originalmente en inglés, «Annals of Aman») es el título que recibe una obra del escritor británico J. R. R. Tolkien que recoge una cronología de los acontecimientos más importantes que ocurrieron en el período de su legendarium conocido como las Edades de las Lámparas y de los Árboles. Fue escrita tras finalizar la novela El Señor de los Anillos a principios de los años 1950, como una revisión de «Anales de Valinor», obra anterior datada de principios de los años 1930. Fue publicada muchos años después por Christopher Tolkien, tercer hijo del autor y principal editor de sus obras tras su fallecimiento, en El anillo de Morgoth (1994).